# گلف‌استریم ۳
گلف‌استریم ۳ (به انگلیسی: Gulfstream III) یک هواگرد ساختِ کارخانهٔ گلف‌استریم اروسپیس در کشور ایالات متحده آمریکا است که در سال ۱۹۷۹–۱۹۸۶ ساخته شد. نخستین استفاده‌کنندهٔ این هواپیما ایالات متحده آمریکا بوده‌است. این هواگرد برای نخستین بار در ۲ دسامبر ۱۹۷۹ میلادی مورد استفاده قرار گرفت.